# Fronteira da Arábia

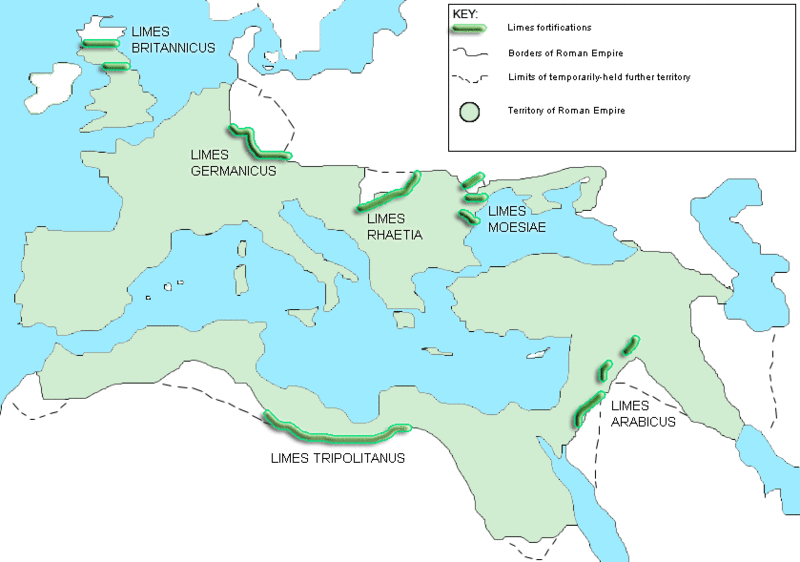
Principais fronteiras e fortificações romanas. A fronteira arábica está no canto inferior direito

Fronteira da Arábia (em latim: Limes Arabicus) era a fronteira desértica do Império Romano localizada principalmente na província da Arábia Pétrea. Ela corria para o nordeste a partir do Golfo de Ácaba por cerca de 1 500 quilômetros em sua maior extensão, chegando até o norte da Síria e se incorporando ao amplo sistema de fronteira (limes) imperial. Ao longo do caminho havia várias fortalezas e torres de vigia.
A razão para existência desta fronteira era proteger a província dos ataques das tribos bárbaras da península Arábica. O principal objetivo da Fronteira da Arábia é tema de disputas: é possível que tenha sido utilizada tanto para prover uma defesa contra raides sarracenos quanto para proteger as rotas comerciais contra saqueadores do deserto.
Próximo da Fronteira da Arábia, Trajano construiu uma grande estrada, a Via Trajana Nova, que ligava Bostra a Aila, no mar Vermelho, uma distância de 430 quilômetros. Construída entre 111 e 114, sua função principal pode ter sido a de prover uma forma eficiente de movimentar as tropas e dos oficiais do governo pela região, além de facilitar e proteger as caravanas que chegavam do deserto da Arábia. As obras só se completaram na época de Adriano.

## Fortificações
No período severiano (r. 193–235), os romanos reforçaram suas defesas na fronteira árabe. Vários castros foram construídos na extremidade noroeste do Wadi Sirhan e as estradas foram melhoradas. Um importante castro era Qasr Azraq, outro, a partir do século II, estava em Humeima (em latim: Auara), na Via Nova, entre Petra e Aila (Ácaba), onde até 500 tropas auxiliares residiam. A fortaleza provavelmente foi abandonada no século IV.
Diocleciano (r. 284–305) dividiu a antiga província da Arábia transferindo a porção sul para a província da Palestina. Depois, no século IV, a Palestina foi transformada em três províncias e a mais meridional finalmente acabou sendo chamada de Palestina Tércia. Cada província era administrada por presidente (praeses), com autoridade civil administrativa, e um duque, com autoridade militar.
O imperador se envolveu em seguida numa grande expansão militar na região, construindo diversos castelos, torres e fortalezas ao longo da beira do deserta, um pouco a leste da Via Nova. Esta linha defensiva se estendia do sul de Damasco até Wadi al-Hasa. A região entre Wadi Mujib até Wadi al-Hasa contava com quatro castelos e acampamentos legionários. A fronteira ao sul de Wadi al-Hasa, que se estendia do mar Vermelho em Aila (Ácaba), pode ter sido chamada de Fronteira da Palestina (Limes Palaestina). Nesta região, dez castelos e um acampamento legionário já foram identificados. O termo pode ter sido uma referência a uma série de fortificações e estradas no norte do Negueve, seguindo de Rafa, no Mediterrâneo, até o mar Morto ou até a região sob controle militar do "duque da Palestina", o governador militar das províncias palestinas.

## Soldados

Diocese do Oriente por volta de 400

Havia castros a cada 100 quilômetros e o objetivo do sistema era criar uma linha de proteção e controle: no sul estava a fortaleza legionário de Adru (moderna Udruh), a leste de Petra. Ali provavelmente ficava a Legio VI Ferrata, que se mudou de Lajjun por ordem de Diocleciano. É similar a Bétoro (el-Lejjun, na planície de Moabe, ao sul de Wadi Mujib) em tamanho (4,9 hectares) e em formato. Alistair Killick, que escavou o local, data-o no início do século II, mas Parker sugere uma data no final do século III e início do IV.
Um acampamento legionário pode também ter existido em Aila, que tem sido escavado por Parker desde 1994. A cidade foi localizado na porção norte do Golfo de Ácaba e era uma centro do tráfico marinho. Diversas rotas terrestres também passavam por ali. A Legio X Fretensis, originalmente baseada em Jerusalém, foi transferida para lá, que era o término da Via Trajana Nova. Até o momento, uma cortina e uma torre foram identificadas, mas é incerto se eram parte da muralha da cidade de Aila ou da fortaleza. As evidências sugerem que a fortaleza foi construída no final do século IV ou início do V.
As tropas romanas foram sendo gradativamente retiradas da Fronteira da Arábia a partir da primeira metade do século VI e foram sendo substituídas por tropas federadas árabes, especialmente gassânidas. Depois da conquista árabe, as estruturas da Fronteira da Arábia foram abandonadas, mas algumas foram reutilizadas e reforçadas nos séculos seguintes.